# Dekahydronaftalen
Dekahydronaftalen (dekalin) je nasycený bicyklický uhlovodík ze skupiny cykloalkanů. Je to čirá bezbarvá kapalina charakteristického zápachu.

## Vlastnosti

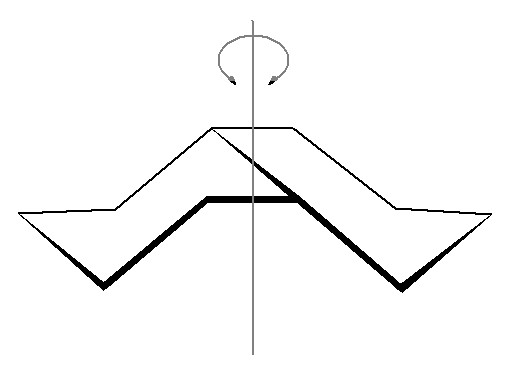
symetrie cis-dekalinu – šedivě naznačena dvojčetná osa symetrie

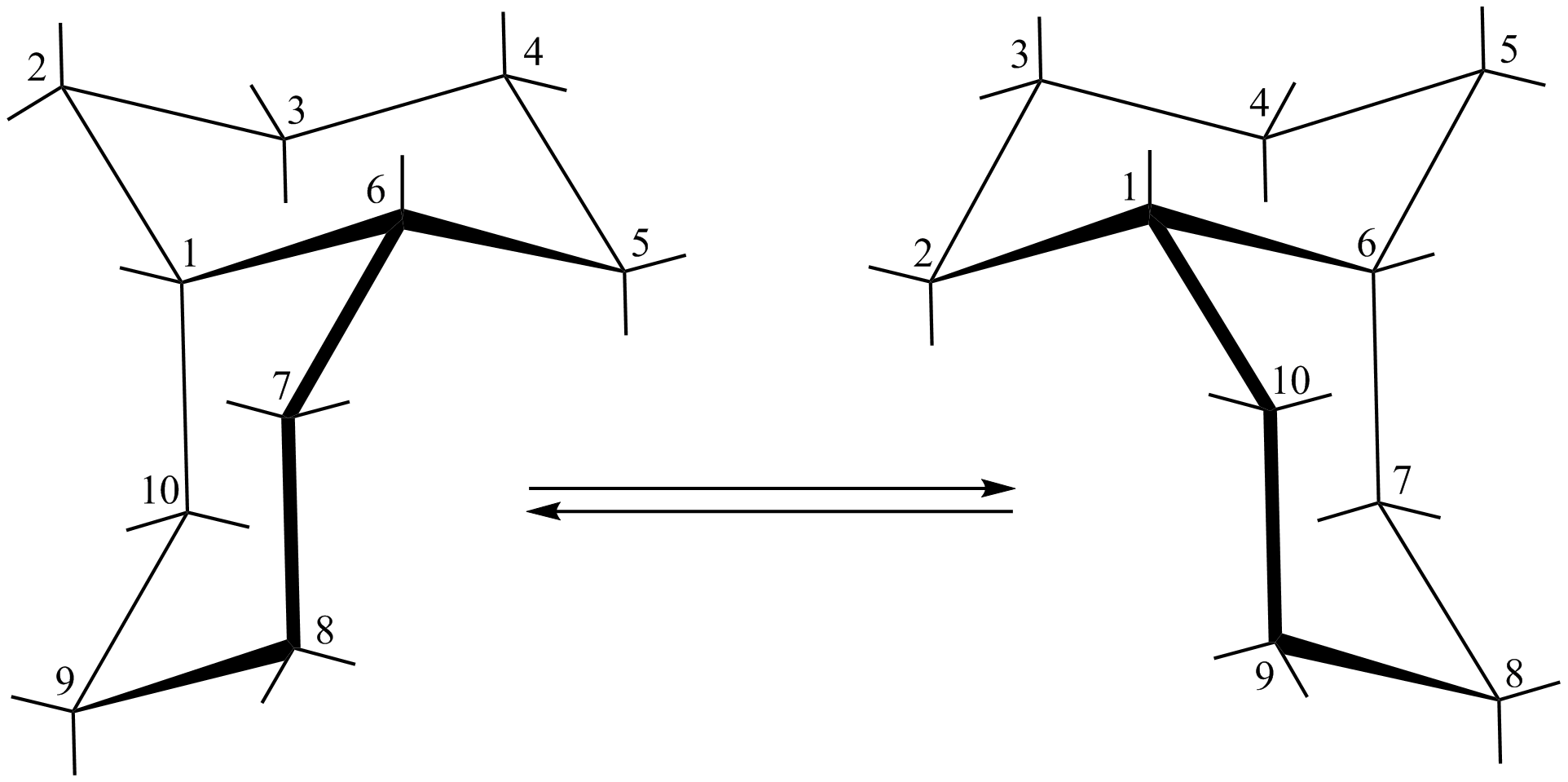
dva enantiomerní konformery cis-dekalinu

Dekalin je čirá vysokovroucí kapalina nemísitelná s vodou a mísitelná s ethanolem, diethyletherem či s jinými kapalnými uhlovodíky.
Vzhledem ke své struktuře se vyskytuje ve dvou izomerních formách: cis a trans. Obě formy se liší prostorovým uspořádáním molekuly a rovněž svými fyzikálními vlastnostmi (viz rámeček). Technický dekalin je směsí přibližně 90% trans-isomeru a 10% isomeru cis.

Chemicky se oba isomery chovají prakticky stejně. Vykazují typické vlastnosti alkanů (nasycených uhlovodíků) jako je poměrně velká netečnost při chemických reakcích a sklon k radikálovému průběhu reakce. Tato tendence se projevuje i v tvorbě organických peroxidů při dlouhodobém skladování dekalinu za přístupu vzduchu. 

Zajímavou vlastností cis-dekalinu je jeho chiralita. Jeho molekula obsahuje pouze jednu dvojčetnou osu symetrie, ale žádný střed či rovinu symetrie a je tedy chirální molekulou. Ve skutečnosti však nelze izolovat jednotlivé enantiomery z důvodu velmi rychlé přeměny jednotlivých konformerů.
Oba izomery dekalinu tvoří s vodou azeotropické směsi: cis-izomer: 99,1 °C (22,4 % vody), trans-izomer: 98,5 °C (26,5 % vody).

## Příprava
Vyrábí se úplnou hydrogenací naftalenu, při čemž v závislosti na podmínkách reakce vzniká převážně cis- nebo trans-izomer. Při hydrogenaci za normální teploty na oxidu platičitém v přítomnosti kyseliny octové vzniká cis-isomer (kinetický produkt), zatímco při použití sulfidu molydbenatého za vysoké teploty a tlaku vzniká isomer trans (termodynamický produkt).

## Použití
V praxi se používá povětšinou směs obou izomerů jako rozpouštědla, ať už v chemických reakcích nebo jako součást technických ředidel pro rozpuštění tuků a pryskyřic. Také je součástí palivových směsí.